# Pásztó
Pásztó est une ville et une commune du comitat de Nógrád en Hongrie.

## Géographie
La ville est située dans une vallée aux pieds des Monts Cserhat et Matra.

## Éducation
La section bilingue du lycée Mikszáth Kálmán est titulaire du label LabelFrancÉducation.

## Jumelage
- Ruffec (France)